# Piano-forte
Cet article concerne l'instrument de musique du XVIIIe siècle. Pour la version moderne de l'instrument, voir Piano.
« Pianoforte » redirige ici. Pour les autres significations, voir Pianoforte (film) et Forte.
Le piano-forte est un instrument de musique polyphonique, à clavier, de la famille des cordes frappées, instruments intermédiaires entre le clavicorde et le piano du XIXe siècle.
Les deux termes sont interchangeables, bien que de nos jours le nom forte-piano, dans les principales langues de la musique européenne, tende à désigner les premiers pianos, fabriqués avant 1830, tandis que piano-forte, abrégé en piano, désigne le piano moderne. Cette distinction terminologique se retrouve, avec des nuances, en anglais, allemand et italien.
En français, si piano peut désigner plus généralement n'importe quel instrument conçu depuis Bartolomeo Cristofori, on utilise le terme complet piano-forte pour l'instrument de conception ancienne (jusqu'au début du XIXe siècle), construit à l'époque ou de facture contemporaine mais selon un modèle ancien.

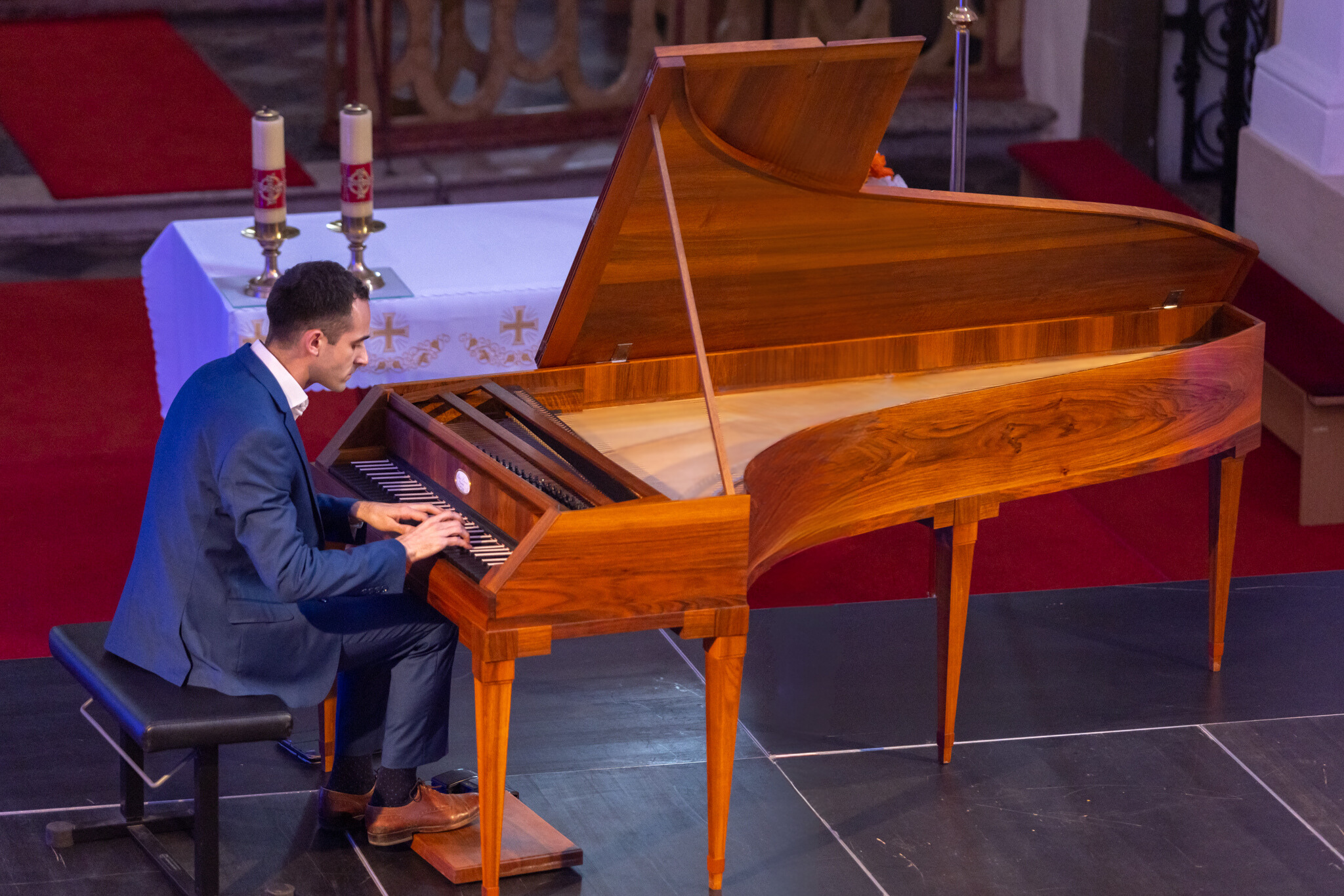
Danilo Mascetti, spécialiste du pianoforte

## Le piano-forte
La conception du premier piano-forte est due au facteur de clavecins travaillant à Florence, Bartolomeo Cristofori (1655-1731). Celui-ci cherchait à doter le clavecin de possibilités expressives plus nuancées, en permettant à l'instrumentiste de varier l'intensité des sons selon la force exercée sur les touches. Le clavicorde le permettait déjà, mais émettait un son trop faible par rapport au clavecin.
Cristofori dut donc inventer un mécanisme de frappe des cordes qui permît une émission sonore beaucoup plus puissante que celle du clavicorde. Peu avant 1709, il parvint à le mettre au point et à l'adapter à une caisse de clavecin. Cet instrument fut dénommé gravicembalo col piano e forte d'où dérive son nom actuel. L'aspect extérieur était celui du grand clavecin. Le mécanisme fut ensuite perfectionné par Johann Gottfried Silbermann.
Le premier piano-forte de forme rectangulaire avec, comme le clavicorde, les cordes parallèles au clavier, fut construit à Gera par C.E. Friederici (élève de Silbermann) en 1758. C'est également à ce facteur que l'on attribue le premier piano-forte vertical, de forme pyramidale ou girafe.
L'un des plus éminents facteurs de pianoforte était Johann Andreas Stein, d'Augsbourg, en Allemagne. Stein a mis au point la mécanique dite "viennoise", populaire sur les pianos viennois jusqu'au milieu du XIXe siècle. Anton Walter est un autre facteur important de pianos viennois. Le pianoforte Walter, qui appartenait à Mozart, se trouve actuellement au musée Mozart de Salzbourg, en Autriche. Haydn possédait également un piano Walter, et Beethoven avait exprimé le souhait d'en acquérir un. Le facteur de pianos le plus célèbre du début du romantisme est Conrad Graf (1782-1851), qui a fabriqué le dernier piano de Beethoven. Ses instruments ont été utilisés par Chopin, Mendelssohn et Schumann. Johannes Brahms préférait les pianos de Johann Baptist Streicher.
À Paris, exerçaient des facteurs d'origine allemande : Moers, Mercken ; Érard étant alsacien. Mais c'est l'Angleterre qui fut le centre le plus important : Johannes Zumpe (en) y inventa le piano carré, Robert Wornum le piano droit et Americus Backers y créa ce qui allait devenir la mécanique anglaise (notamment plébiscitée par Pleyel, le facteur préféré de Chopin), la pédale forte et la pédale una corda.
En 1768, Johann Christian Bach donne un concert sur un instrument de Zumpe et publie en 1771 six concertos pour clavecin ou piano-forte.

## Évolution et transformations
Les perfectionnements successifs du mécanisme et de l'acoustique du piano-forte définirent progressivement l'instrument que nous connaissons aujourd'hui sous le nom de piano, né dans la première moitié du XIXe siècle. Dans la seconde moitié du XXe siècle, on a assisté à un grand regain d'intérêt pour les instruments d'époque, notamment un regain d'intérêt pour le clavecin et le pianoforte. Parmi les constructeurs de pianoforte les plus en vue de cette renaissance du pianoforte au XXe siècle, citons Philip Belt, Margaret F. Hood, Christopher Clark et Paul McNulty.
La réintroduction du pianoforte a permis d'interpréter la musique du XVIIIe et du début du XIXe siècle sur les instruments pour lesquels elle a été écrite, ce qui a permis de mieux comprendre cette musique. De plus en plus d'écoles de musique proposent des cours de pianoforte. Il existe plusieurs concours de pianoforte, dont le Concours MA de Bruges et le Concours international Chopin sur instruments de l'époque de Chopin, organisé par l'Institut Chopin de Varsovie.

## Sonorité
Par les caractéristiques de sa construction, le piano-forte a une sonorité très différente de celle du piano moderne. D'abord, ils sont plus légers et moins puissants. De plus, les cordes ne sont pas en acier et elles sont moins tendues. Ensuite, les marteaux sont généralement garnis de cuir, parfois de liège, parfois non-garnis jusqu'aux années 1830. Enfin le rendement de la mécanique est plus faible.
Voltaire a écrit à propos de cet instrument : « Cela est assez bon pour un piano-forte, qui n'est qu'un instrument de chaudronnier en comparaison du clavecin » (correspondance avec la marquise Mme du Deffand, 8 décembre 1774).

## Terminologie
La dénomination utilisée par Cristofori est : Gravecembalo col piano e col forte.
En italien moderne, on utilise généralement le terme « pianoforte » (ou, par abréviation, seulement « piano ») pour indiquer le piano moderne et « fortepiano » ou « pianoforte storico » (piano historique) pour indiquer les deux instruments antiques, qu'ils soient à queue ou rectangulaires (établis sur le plan du clavicorde).
En anglais, on utilise actuellement le terme « pianoforte » pour désigner le piano moderne et « fortepiano » pour se référer aux pianos anciens mais au temps de Jane Austen les deux termes étaient totalement équivalents.
En allemand, on utilise le terme Hammerklavier pour le distinguer de l'instrument moderne Klavier. Le nom de Hammerflügel désigne plus spécifiquement l'instrument ancien à queue.
En français, les ouvrages anciens emploient déjà le terme avec tiret : un piano-forte, des pianos-forte. L'usage d'attacher les termes n'est pas confirmé et les dictionnaires indiquent bien piano-forte.
En russe en revanche, le piano moderne est toujours désigné par le terme « fortepiano » : « фортепиа́но ». L'instrument ancien se voit ajouter le mot marteau : « Молоточковое фортепиа́но ».

## Musées

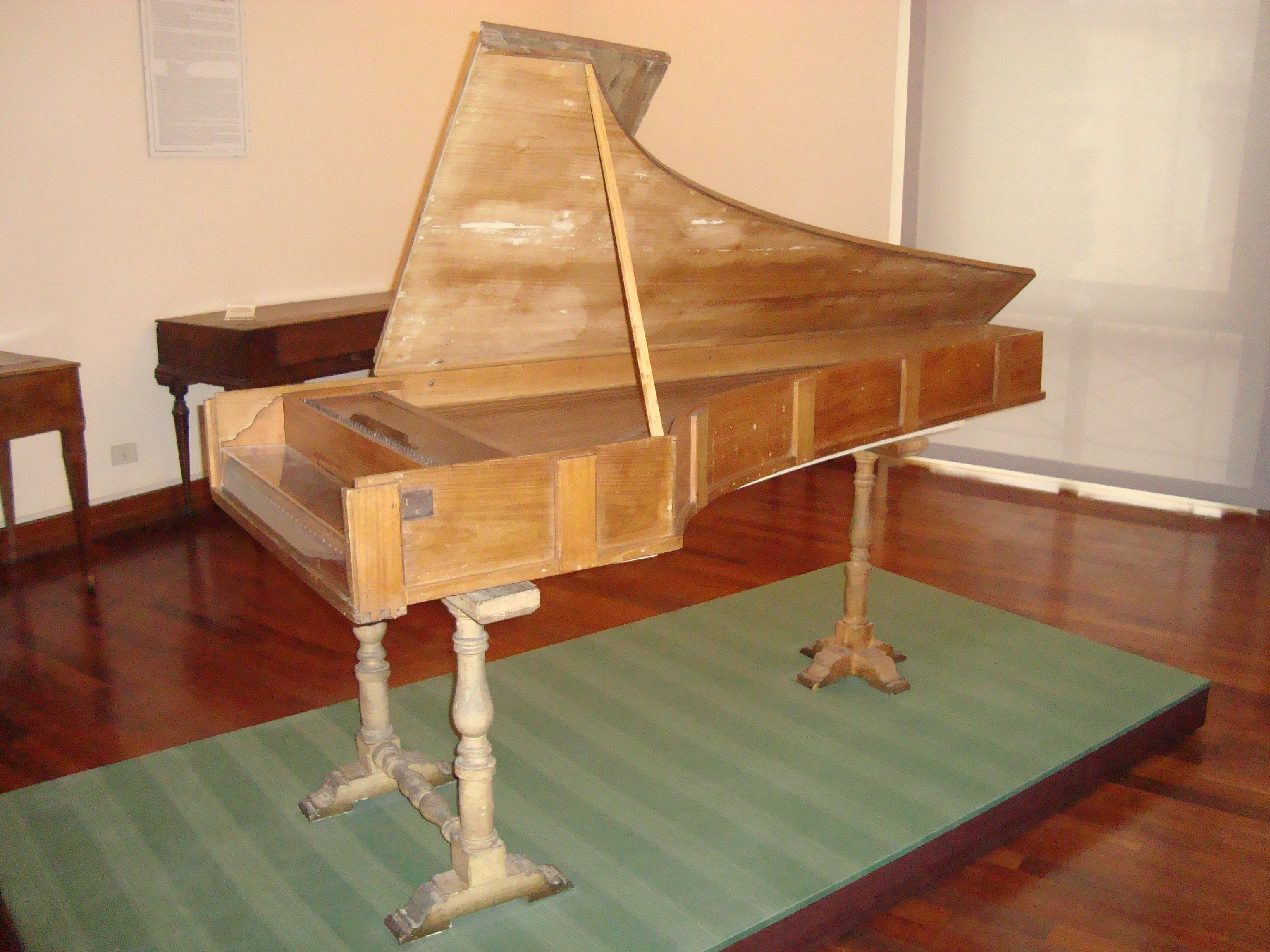
Piano-forte de Bartolomeo Cristofori, 1722

Parmi les spécimens d'une exceptionnelle valeur artistique et historique conservés dans la collection du Musée national des instruments de musique de Rome, figure un piano-forte fabriqué en 1722 par le célèbre facteur de clavecins italien Bartolomeo Cristofori. On trouve également un piano-forte fabriqué par Bartolomeo Cristofori au musée des instruments de musique de Florence.
Un piano-forte réalisé par Jean-Tobie Schmidt vers 1792 est exposé au musée de la Révolution française.

## Les musiciens
Un certain nombre de clavecinistes et de pianistes modernes se sont distingués dans l'interprétation du pianoforte, notamment Paul Badura-Skoda, Malcolm Bilson, Andras Schiff, Kristian Bezuidenhout, Ronald Brautigam, Alexei Lubimov, le duo Katia et Marielle Labèque, le duo Pégase, Morgane Le Corre, Knut Jacques, Yuan Sheng, Gary Cooper, Jörg Demus, Richard Egarr, Richard Fuller, Robert Hill, Geoffrey Lancaster, Vladimir Feltsman, Robert Levin, Steven Lubin, Bart van Oort, Trevor Pinnock, Viviana Sofronitsky, Andreas Staier, Melvyn Tan, Natalia Valentin, Jos van Immerseel et Olga Pashchenko.